# Högholm (Lemland, Åland)
Högholm är en ö i Åland (Finland). Den ligger i Skärgårdshavet och i kommunen Lemland i landskapet Åland, i den sydvästra delen av landet. Ön ligger omkring 16 kilometer sydöst om Mariehamn och omkring 270 kilometer väster om Helsingfors.
Öns area är 6,3 hektar och dess största längd är 350 meter i nord-sydlig riktning.